# Didymoctenia exsuperata
Espèce
Didymoctenia exsuperata est une espèce de lépidoptères (papillons) de la famille des Geometridae vivant en Australie.

## Systématique
Le nom valide complet (avec auteur) de ce taxon est Didymoctenia exsuperata (Walker, 1860).
L'espèce a été initialement classée dans le genre Boarmia sous le protonyme Boarmia exsuperata Walker, 1860.
Didymoctenia exsuperata a pour synonymes :
- Boarmia exsuperata Walker, 1860
- Ectropis dicranucha Turner, 1947
- Tephrosia disposita Walker, 1860